# Bolanusoides gieroy
Bolanusoides gieroy är en insektsart som beskrevs av Irena Dworakowska 1993. Bolanusoides gieroy ingår i släktet Bolanusoides och familjen dvärgstritar. Inga underarter finns listade i Catalogue of Life.